# Effet post-antibiotique
L'effet post-antibiotique (EPA) est un phénomène très particulier, observé seulement avec les antibiotiques les plus puissants. Cet effet se produit avec les aminosides : même après que la majeure partie de la dose a été éliminée de l'organisme, et qu'il ne reste que de faibles traces d'aminoside dans le corps, on observe une inhibition durable de la croissance bactérienne. Cependant, cet effet décroit avec le temps.